# مرکز ملی پژوهش در اجتماعی و فرهنگی انسان‌شناسی
۳۵°۴۲′۱۳″شمالی ۰°۳۴′۲۶″غربی / ۳۵٫۷۰۳۶۳۳°شمالی ۰٫۵۷۳۹۹۵°غربی
مرکز ملی پژوهش در اجتماعی و فرهنگی انسان‌شناسی (Centre national de recherche en anthropologie sociale et culturelle در فرانسه) بهتر CRASC مخفف شناخته شده‌است، تحقیقات سازمان دولتی غیرنظامی الجزایری است. از نظر قانونی، آن را علمی عمومی و تکنولوژیک تحت نظارت اداری وزارت آموزش عالی و تحقیقات علمی قرار داده‌است و در وهران مقر. این است که توسط خانم نوریا بن غبریط-رمعون کنه.